# (527) Euryanthe
(527) Euryanthe ist ein Asteroid des Hauptgürtels, der am 20. März 1904 vom deutschen Astronomen Max Wolf in Heidelberg entdeckt wurde.
Der Asteroid ist benannt nach der Titelfigur in Carl Maria von Webers Oper Euryanthe.